# Поставщик услуг мобильной коммерции
Поставщик услуг мобильной коммерции (mCSP — Mobile Commerce Service Provider) — компания или организация, предоставляющая программное обеспечение и системы для мобильных платформ электронной коммерции с целью их установки на мобильных устройствах (сотовых телефонов, смартфонов). Поставщик услуг мобильной коммерции занимается также производством мобильного контента, его продажей, созданием мобильных веб-сайтов, предоставлением консультационных услуг и интеграцией приёма мобильных платежей в Интернете, СМИ.
Другими словами, благодаря поставщику, мобильные устройства становятся средством безналичного расчёта. На сегодняшний день с помощью сотового телефона стало возможно оплатить всевозможные товары и услуги как в сети Интернет, так и за её пределами. Мобильный банкинг, покупка цифрового контента и мобильные платежи постепенно завоевывают доверие пользователей услуг mCommerce. Поставщик услуг мобильной коммерции разрабатывают всё новые технологии для того, чтобы оплата через телефон стала удобней, доступней и безопасней.

## Сферы деятельности поставщиков услуг мобильной коммерции
- биллинг-системы
- сервисы текстовых сообщений
- аппаратно-программные разработки
- мобильные платежи
- создание и хостинг веб-сайтов
- онлайн маркетинг